# الرفاق (الموسم الخامس)
الموسم الخامس والأخير من مسلسل "الرفاق" (بالإنجليزية: The Boys) هو الموسم الختامي من السلسلة الدرامية الأمريكية الخارقة للطبيعة التي تُعرض على منصة "أمازون برايم فيديو". يستند المسلسل إلى سلسلة القصص المصورة التي تحمل الاسم نفسه، والتي أنشأها الكاتب غارث إينيس والرسام داريك روبرتسون، وطُوّر للتلفزيون بواسطة إيريك كريبك. يُعد هذا الموسم تتويجًا لرحلة استمرت لسنوات من الصراع بين الأبطال الخارقين الفاسدين ومجموعة من البشر العاديين الذين يسعون لإسقاطهم. أُعلن عن الموسم الخامس في 14 مايو 2024، وأُكّد كونه الموسم الختامي في 11 يونيو 2024. من المقرر أن يشارك في بطولة الموسم الخامس والأخير من المسلسل كل من كارل أوربان، جاك كوايد، أنتوني ستار، إيرين موريارتي، وجيسي تي. آشر، لاز ألونسو، تشيس كروفورد، تومر كابون، كارين فوكوهارا، ناثان ميتشل، كولبي مينيفي، كاميرون كروفيتي، سوزان هيوارد، فالوري كاري، جيفري دين مورغان، وجينسن أكليس.
عمل إريك كريبك، المبتكر الأصلي للمسلسل، على تطوير الموسم الخامس بالتعاون مع فرق الكتابة والإنتاج منذ أواخر عام 2023. يُنتج الموسم بواسطة "سوني بيكتشرز تيليفيجن" إلى جانب شركات: "بوينت غراي بيكتشرز"، "أوريجنال فيلم"، "كريبك إنتربرايزز"، "كيكستارت إنترتينمنت"، و"كي إف إل نايتسكي برودكشنز". بدأ التصوير الرسمي في نوفمبر 2024، وسيستمر عبر عدة مواقع في كندا حتى منتصف عام 2025. ويُتوقع أن يتضمن الموسم مشاهد ضخمة على مستوى البصرية والتشويق الدرامي، لا سيما مع إعلان كريبك أنه سيكون "نهاية العالم بالنسبة للرفاق".
من المنتظر أن يُعرض الموسم الخامس من "الرفاق" في صيف عام 2026 حصريًا على منصة "أمازون برايم فيديو". ورغم عدم تحديد تاريخ دقيق حتى الآن، أشارت مصادر متعددة إلى أن المسلسل سيصدر بعد فترة ما بعد الإنتاج الممتدة، التي تشمل المونتاج وإضافة المؤثرات البصرية. ووفقًا لتصريحات فريق العمل، فإن الموسم سيكون الأطول زمنيًا والأكثر تعقيدًا تقنيًا مقارنة بالمواسم السابقة، ما يفسر تأجيل موعد الإصدار إلى ما بعد منتصف عام 2026. يُتوقع الكشف عن مزيد من التفاصيل خلال فعاليات "كوميك-كون سان دييغو" لعام 2025.

## الممثلون والشخصيات

### الشخصيات الرئيسية
كارل أوربان بدور ويليام "بيلي" بوتشر.
جاك كوايد بدور هيو "هيو" كامبل جونيور.
أنتوني ستار بدور جون جيلمان / هوملاندر.
إيرين موريارتي بدور آني جانوري / ستارلايت.
جيسي تي. آشر بدور ريجي فرانكلين / إيه-ترين.
لاز ألونسو بدور مارفن تي. "موذر ميلك" / إم. إم.
تشيس كروفورد بدور كيفن موسكوفيتز / ذا ديب.
تومر كابون بدور سيرغ / فرينشي.
كارين فوكوهارا بدور كيميكو مياشيرو / ذا فيميل.
ناثان ميتشل بدور بلاك نوار 2.
كولبي مينيفاي بدور آشلي باريت.
كاميرون كروفيتي بدور رايان بوتشر.
سوزان هيوارد بدور جيسيكا "ساج" برادلي / سيستر سايج.
فالوري كاري بدور ميستي تاكر غراي / فايركراكر.
جيفري دين مورغان بدور جو كيسلر.
جينسن أكليس بدور بن / سولجر بوي.

### ظهور متكرر
ديفيد أندروز بدور الرئيس كالهون.
روزماري ديويت بدور دافني كامبل.

### ضيف شرف
مايسون داي بدور بومبسايت.

## الإصدار
من المتوقع أن يصدر الموسم في عام 2026. 